# Tell Arbid

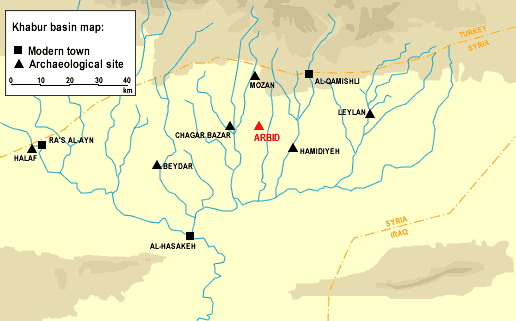
Północno-wschodnia Syria - Stanowiska Archeologiczne

Tell Arbid – stanowisko archeologiczne w północno-wschodniej Syrii, w dorzeczu rzeki Chabur.

## Badania archeologiczne
Pierwsze badania sondażowe wykonał w 1936 roku brytyjski archeolog sir Max Mallowan, mąż Agathy Christie. W latach 1996–2010 wykopaliska prowadziła polska ekspedycja archeologiczna Centrum Archeologii Śródziemnomorskiej Uniwersytetu Warszawskiego pod kierunkiem prof. Piotra Bielińskiego. W 2000 roku ekspedycję rozszerzono dzięki współpracy z Oriental Institute of Vienna University i Archeos Inc. oraz od 2004 z misją Uniwersytetu Masaryka w Brnie. W 2008 roku prof. Rafał Koliński z Uniwersytetu im. Adama Mickiewicza w Poznaniu, wieloletni członek ekspedycji CAŚ UW, rozpoczął trzyletni projekt badawczy „Upadek, regres czy rozwój. Sytuacja osadnicza i kulturowa w syryjskiej Dżezirze u schyłku wczesnego okresu epoki brązu”. Projekt skoncentrowany był na badaniach warstw z okresu postakadyjskiego. Wszystkie prace badawcze na stanowisku zostały zawieszone z powodu wybuchu wojny w Syrii.  

## Opis stanowiska
Tell Arbid jest stanowiskiem wielokulturowym. W epoce brązu było to średniej wielkości miasto położone pomiędzy największymi ośrodkami tego regionu w 3 tysiącleciu p.n.e.: Tell Brak (starożytne Nagar) i Tell Mozan (starożytne Urkisz). Zamieszkiwano je od okresu Niniwa 5 aż po czasy hellenistyczne, czyli od około 2750 do II w. p.n.e., przy czym najdłuższy czas jego zasiedlenia przypadał na epokę brązu. Najmłodsze pozostałości – z okresu nowobabilońskiego i hellenistycznego, są nieliczne, wskazując na mało intensywny charakter zasiedlenia.  
Do najważniejszych obiektów należy odkryta w 2008 roku świątynia z okresu Niniwa 5, tzw. Świątynia Południowa wraz z prowadzącą do niej rampą. Po zachodniej stronie tellu zidentyfikowano drugą budowlę sakralną, tzw. Świątynię Południowo-Zachodnią. Odkryto także groby z różnych okresów – kultury Niniwa 5, kultury Chabur (1950–1500 p.n.e.) oraz dwa bogato wyposażone groby kobiece z okresu Mitanni (1500–1300 p.n.e.).  
Największy rozwój miasto przeżywało w III tysiącleciu, a w szczególności w jego pierwszej połowie, z której pochodzą dzielnice mieszkalne i gospodarcze, jak również obszary urzędowe i sakralne. Z okresu akadyjskiego zachowało się mniej pozostałości, znaleziono jednak całe naczynia i pozostałości budowli, podobnie mało wiemy o końcu tysiąclecia. Ślady osadnicze z początku II tys. p.n.e. występują nie na całym stanowisku. Z okresu mitannijskiego odsłonięto domy mieszkalne i groby, po nim jednak następuje przerwa w zamieszkaniu miasta. Dopiero w okresie nowobabilońskim pojawiają się pieczęcie cylindryczne i struktury mieszkalne świadczące o osadnictwie. Podczas badań odnaleziono m.in. pozostałości karawanseraju z III tysiąclecia p.n.e.
Z Tell Arbid pochodzi bogata kolekcja figurek glinianych – 577 zoomorficznych i 67 antropomorficznych, datowanych na III i II tysiąclecie p.n.e , a także kamienne paciorki (m.in. z karneolu, lapis lazuli), pieczęcie cylindryczne, narzędzia kamienne. Interesującą kategorię stanowią terakotowe modele rydwanów, odkryto 40 egzemplarzy, zachowanych w całości lub we fragmentach, datowanych od kultury Niniwa 5 po kulturę Chabur. 